# Bustince-Iriberry
Bustince-Iriberry – miejscowość i gmina we Francji, w regionie Nowa Akwitania, w departamencie Pireneje Atlantyckie.
Według danych na rok 1990 gminę zamieszkiwało 111 osób, a gęstość zaludnienia wynosiła 20 osób/km² (wśród 2290 gmin Akwitanii Bustince-Iriberry plasuje się na 1065. miejscu pod względem liczby ludności, natomiast pod względem powierzchni na miejscu 1392.).